# (27002) 1998 DV9
1998 DV9 (asteroide 27002) é um APL. Possui uma excentricidade de 0.43377876 e uma inclinação de 8.69943º.
Este asteroide foi descoberto no dia 23 de fevereiro de 1998 por David J. Tholen e Robert J. Whiteley em Mauna Kea.